# Cantón de Sabres
El cantón de Sabres era una división administrativa francesa, que estaba situada en el departamento de Landas y la región de Aquitania.

## Composición
El cantón estaba formado por ocho comunas:
- Commensacq
- Escource
- Labouheyre
- Lüe
- Luglon
- Sabres
- Solférino
- Trensacq

## Supresión del cantón de Sabres
En aplicación del Decreto nº 2014-181 de 18 de febrero de 2014, el cantón de Sabres fue suprimido el 22 de marzo de 2015 y sus 8 comunas pasaron a formar parte; siete del nuevo cantón de Alta Landa Armañac y una del nuevo cantón de Grandes Lagos.